# Cryphidium leucocoleum
Cryphidium leucocoleum là một loài Rêu trong họ Cryphaeaceae. Loài này được (Mitt.) A. Jaeger miêu tả khoa học đầu tiên năm 1876.